# Paul Brockmüller
Paul Brockmüller (* 24. April 1864 in Wölschendorf bei Rehna; † 5. Mai 1925 in Berlin) war ein deutscher Maler, Illustrator und Werbegrafiker.

## Leben und Wirken
Nach Besuch des Realgymnasiums in Schwerin erhielt er von 1883 bis 1887 seine künstlerische Ausbildung an der Akademie in Berlin. 1888/89 unternahm er eine Studienreise nach Rom. Danach wirkte er durchgängig in Berlin. Sein Schaffen zeigt sich vor allem im Buchschmuck, er äußerte sich künstlerisch aber auch zu aktuellen Ereignissen (Reliefpanorama der deutschen Gesandtschaft in Peking zum Boxeraufstand 1900 / Entwurf einer Lufthochbahn in Berlin 1909 / Die neuen Männer, Flugblatt zur Regierungsbildung des Kabinetts unter Prinz Max von Baden, 1918).
Darüber hinaus betätigte er sich als Porträtmaler. Bekannte Bildnisse sind die des Herzogs Johann Albrecht zu Mecklenburg-Schwerin, des preußischen Staatsministers Robert Lucius von Ballhausen, des Malers Carl Malchin, des Bildhauers Ludwig Brunow (Staatl. Museum Schwerin) und seines Bruders, des Tierbildhauers Friedrich Franz Brockmüller (1880–1958).
Er entwarf im Auftrag des Kölner Schokoladenproduzenten Ludwig Stollwerck Reklame–Sammelbilder für Stollwerck-Sammelalben, u. a. die Serie „Der starke Knecht“ für das Stollwerck-Sammelalbum Nr. 9 – Märchen aller Länder und Völker von 1906.
Brockmüller fand seine letzte Ruhestätte auf dem Südwestkirchhof Stahnsdorf.

## Werke (Auswahl)
Seine Illustrationen finden sich unter anderem in:
- Paul Keller: Waldwinter. München 1903 (Illustrationen).
- Lotte Tille: Höckchen–Döckchen. Frankfurt/M. 1904 (Illustrationen).
- Otto Ernst (Hrsg.): Woche für die Deutsche Jugend. Berlin 1906 (Illustrationen).
- Hans Dominik: Der eiserne Weg. Berlin 1913 (Illustrationen).
- Theodor Storm (Hrsg.: Heinz Amelung): Sämtliche Werke in 10 Bänden. Berlin 1924 (Illustrationen).